# Město Albrechtice
Město Albrechtice är en stad i Tjeckien. Den ligger i den östra delen av landet, 220 km öster om huvudstaden Prag. Město Albrechtice ligger 389 meter över havet och antalet invånare är 3 638.
Terrängen runt Město Albrechtice är kuperad åt nordväst, men åt sydost är den platt. Runt Město Albrechtice är det ganska tätbefolkat, med 124 invånare per kvadratkilometer. Närmaste större samhälle är Krnov, 12,3 km sydost om Město Albrechtice. Omgivningarna runt Město Albrechtice är en mosaik av jordbruksmark och naturlig växtlighet.